# Henry Segrave
Sir Henry O’Neal de hane Segrav, britanski dirkač, * 22. september 1896, Baltimore, Maryland, ZDA, † 13. junij 1930, jezero Windermere, Anglija, Združeno kraljestvo.
Henry Segrave se je rodil 22. septembra 1896 v ameriškem mestu Baltimore, Maryland, ameriškemu očetu in irski materi. V prvi svetovni vojni je služil v Britanskem kraljevem vojnem letalstvu, bil je tudi dvakrat ustreljen, a ne huje.
Po vojni se je začel ukvarjati z dirkanjem. V sezoni 1923 je postal prvi Britanec z zmago na dirki za Veliko nagrado Francije, v isti sezoni pa je zmagal še na dirki za Veliko nagrado San Sebastiána. V naslednji sezoni 1924 je ubranil zmago na dirki za Veliko nagrado San Sebastiána in zmagal na dirki za Veliko nagrado Penya Rhina, v sezoni 1925 pa je zmagal na dirki za Veliko nagrado Provanse. V sezoni 1926 je ponovno ubranil zmago za Veliko nagrado Provanse, ob tem pa je zmagal še na britanski dirki Junior Car Club 200 mile race, kar je njegova zadnja pomembnejša zmaga.
21. marca 1926 je postavil svoj prvi kopenski hitrostni rekord pri Southportu z dirkalnikom Sunbeam Ladybird 280,38 km/h (174,22 mph). 29. marca 1927 je ponovno postavil rekord z dirkalnikom Sunbeam Mystery na dirkališči Daytona Beach Road Course. Dosegel je hitrost 327,97 km/h (203,79 mph), s čimer je postal prvi pred 320 km/h (200 mph). Na istem dirkališču je 11. marca 1929 z dirkalnikom Golden Arrow še tretjič in zadnjič popravil kopenski rekord na 372,46 km/h (231,45 mph). 13. junija 1930 je postavil nov vodni hitrostni rekord, pri čemer se je hudo ponesrečil. Za posledicami poškodb je umrl nekaj ur pozneje v bližnji bolnišnici.